# Lucia Bercescu-Țurcanu
Lucia Bercescu-Țurcanu (n. 27 martie 1911, București – d. 26 iunie 1995) a fost o soprană română și interpretă de operă.

## Biografie
S-a născut la București într-o familie modesă, fiind cea de-a doua fată (din cei cinci copii) a soților Sofia și Constantin Bercescu.
A studiat la Conservatorul din București cu Elena Saghin  (canto) și lui Demetru Baziliu. A debutat în 1939 pe scena operei naționale în rolul „Margareta” din opera Faust de Gounod, alături de Mihail Știrbei, Edgar Istratty și Constantin Teodorian este apreciat de cronicarul de la Universul drept „o revelație, un talent nou și prețios”. După această performanță, a fost imediat numită de George Georgescu ca solistă a operei.

## Distincții
- Premiul „Mihail Jora” al U.C.M.R. (1992).[7]
- Ordinul Meritul Cultural în gradul de Medalie cl. I, pentru muzică (23 septembrie 1942)[8]